# Йоун Аднар Магнуссон
Йоун Аднар Магнуссон (исл. Jón Arnar Magnússon; род. 28 июля 1969, Сельфосс) — исландский легкоатлет, специалист по многоборьям. Выступал за сборную Исландии по лёгкой атлетике в 1990-х и 2000-х годах, серебряный и бронзовый призёр чемпионатов мира в помещении, обладатель бронзовой медали чемпионата Европы в помещении, многократный победитель и призёр первенств национального значения, рекордсмен страны, участник трёх летних Олимпийских игр.

## Биография
Йоун Аднар Магнуссон родился 28 июля 1969 года в городе Сельфосс. Происходит из семьи с богатыми спортивными традициями, в частности его дядя Эйнар Вильхьяульмссон и двоюродный дед Вильхьяульмюр Эйнарссон в своё время тоже добились больших успехов лёгкой атлетике.
Серьёзно занимался лёгкой атлетикой с середины 1980-х годов, проходил подготовку в одном из клубов в Сёйдауркроукюре.
Впервые заявил о себе в десятиборье на международном уровне в сезоне 1988 года, когда вошёл в состав исландской национальной сборной и выступил на юниорском мировом первенстве в Садбери.
В 1994 году стартовал на чемпионате Европы в Хельсинки, но вынужден был досрочно завершить выступление в десятиборье.
В 1995 году участвовал в прыжках в длину на чемпионате мира в помещении в Барселоне и в десятиборье на чемпионате мира в Гётеборге, стал пятым на международных соревнованиях Hypo-Meeting в Австрии. По итогам сезона признан лучшим спортсменом Исландии.
В 1996 году завоевал бронзовую медаль в семиборье на чемпионате Европы в помещении в Стокгольме. Благодаря череде удачных выступлений удостоился права защищать честь страны на летних Олимпийских играх в Атланте, где также был выбран знаменосцем на церемонии открытия. Набрал в сумме всех дисциплин десятиборья 8274 очка, расположившись в итоговом протоколе соревнований на 12-й строке. В этом сезоне так же стал лучшим спортсменом Исландии.
В 1997 году взял бронзу в семиборье на чемпионате мира в помещении в Париже, снова стал пятым на Hypo-Meeting, получил две золотые награды на домашних Играх малых государств Европы в Рейкьявике, отметился выступлением на чемпионате мира в Афинах.
В 1998 году был пятым на чемпионате Европы в помещении в Валенсии, третьим на Hypo-Meeting, четвёртым на чемпионате Европы в Будапеште, вторым на соревнованиях IAAF Combined Events Challenge.
В 1999 году занял пятое место на чемпионате мира в помещении в Маэбаси, стартовал на чемпионате мира в Севилье.
В 2000 году участвовал в чемпионате Европы в помещении в Генте и в Олимпийских играх в Сиднее, но остался на этих соревнованиях без результата.
На чемпионате мира в помещении 2001 года в Лиссабоне стал серебряным призёром в семиборье, тогда как на чемпионате мира в Эдмонтоне в десятиборье сошёл с дистанции.
В 2002 году показал четвёртый результат на чемпионате Европы в помещении в Вене и на чемпионате Европы в Мюнхене.
В 2003 году был четвёртым на чемпионате мира в помещении в Бирмингеме, взял бронзу на Hypo-Meeting, участвовал в чемпионате мира в Париже.
В 2004 году стал седьмым на чемпионате мира в помещении в Будапеште, в то время как на Олимпийских играх в Афинах досрочно завершил выступление.
Впоследствии ещё в течение нескольких лет оставался действующим спортсменом, хотя уже не показывал значимых результатов на крупных международных турнирах.